# Sadžida Talfahová
Sadžida Chair Allah Talfahová (nepřechýleně Talfah, 24. června, 1937) je první žena a sestřenice někdejšího iráckého prezidenta Saddáma Husajna, se kterým měla dva syny Udaje a Kusaje a tři dcery Raghad, Ranu a Halu. Je také nejstarší dcerou Chairallaha Talfaha, strýce jejího manžela z matčiny strany.